# Strafgesetzbuch (Austria)
Strafgesetzbuch (w skrócie StGB lub öStGB) - austriacki kodeks karny wydany 23 stycznia 1974 roku.
Zastąpił obowiązującą wcześniej ustawę karną z 1852 r. Inicjatorem prac nad przygotowaniem nowej kodyfikacji prawa karnego materialnego był ówczesny wieloletni Federalny Minister Sprawiedliwości Christian Broda. Projekt został przygotowany przez Komisję Prawa Karnego (Strafrechtskommission), w skład której wchodzili zarówno teoretycy jak i praktycy, np. Wilhelm Malaniuk.
Zgodnie z jego zapisami m.in. wprowadzono w Austrii możliwość przeprowadzenia aborcji na żądanie do 3 miesiąca po uprzedniej konsultacji z lekarzem. Zezwolono również na dokonanie aborcji w sytuacji zagrożenia życia, zdrowia fizycznego lub psychicznego matki, na podstawie przesłanki embriopatologicznej (dużego prawdopodobieństwa ciężkiego fizycznego lub umysłowego upośledzenia płodu) oraz w przypadku niepełnoletności matki.